# Nativos (selos)
Os selos designados de Nativos pertencem à primeira emissão da antiga colónia portuguesa da Índia, os primeiros a circular nas ex-colónias. O primeiro conjunto de valores foi emitido no dia 1 de Outubro de 1871, com mais taxas a aparecerem no decorrer dos doze anos seguintes.
Devido aos métodos utilizados no seu fabrico e ao grande número de emissões estão catalogadas muitas variedades.
Foram substítuidos pelos selos de tipo Coroa.